# Fritz Winkler (Maler)
Fritz Winkler (* 7. August 1894 in Dresden; † 20. März 1964 ebenda) war ein deutscher Maler. Er gehörte zur „zweiten Generation der Expressionisten“ um 1920.

## Leben
Fritz Winkler wurde 1894 als Sohn eines Lithografen geboren. Von 1909 bis 1912 besuchte er die Kunstgewerbeschule Dresden. Von 1912 bis 1915 studierte er an der Dresdner Kunstakademie bei Emanuel Hegenbarth. Fritz Winkler wurde 1915 im Ersten Weltkrieg als Soldat einberufen. Im Krieg wurde er schwer verwundet und verlor sein linkes Auge. Von 1918 bis 1921 studierte er als Meisterschüler bei Emanuel Hegenbarth.
1921 bis 1928 erstellte Winkler als freier Mitarbeiter Illustrationen für die von Erich Knauf herausgegebenen Volkszeitung für Plauen und das Vogtland. Winkler unternahm Reisen durch Deutschland. 1927 illustrierte er gemeinsam mit Erich Fraaß, Georg Nerlich und Erich Ohser das 1929 erschienene Buch Erde unter den Füßen. Eine neue Deutschlandreise von Max Barthel der Büchergilde Gutenberg. Ab 1928 arbeitete Winkler regelmäßig für die Büchergilde Gutenberg und deren Monatsschrift. 1929 gestaltete und illustrierte er die deutsche Ausgabe des Buches Abenteuer im Eismeer des schwedischen Autors Albert Viksten.
Um 1920 war Winkler Mitglied der Dresdner Künstlergruppe Die Schaffenden um Erich Fraaß, Curt Großpietsch, Wilhelm Lachnit, Willy Illmer und Fritz Skade. Winkler war Mitglied des Deutschen Künstlerbundes. Er gehörte dem Vorstand der Künstlervereinigung Dresden an und war von 1927 bis 1929 Vorstandsmitglied des Sächsischen Kunstvereins. Er wurde Teil der Künstlergruppe der Sieben Spaziergänger um Johannes Beutner, Erich Fraaß, Otto Griebel, Josef Hegenbarth, Hans Jüchser, Karl Kröner, Wilhelm Lachnit, Theodor Rosenhauer und Paul Wilhelm.
In der Zeit des Nationalsozialismus war Winkler Mitglied der Reichskammer der bildenden Künste und bis 1943 auf mindestens vierundzwanzig Ausstellungen vertreten. Trotzdem wurden 1937 im Rahmen der deutschlandweiten konzertierten Aktion „Entartete Kunst“ von den Nationalsozialisten aus der Gemäldegalerie, dem Kupferstichkabinett, dem Stadtmuseum und der Skulpturensammlung Dresden, dem Museum der bildenden Künste Leipzig, dem Stadtmuseum Bautzen, dem Provinzialmuseum Hannover, dem Landesmuseum Oldenburg und der Deutschen Graphikschau in Görlitz 23 Werke Winklers beschlagnahmt und zum Teil vernichtet.
1943 wurde Winkler als Soldat in den Zweiten Weltkrieg einberufen. Bei den Luftangriffen auf Dresden im Februar 1945 ging fast sein gesamtes bisheriges Werk verloren. 1946 kehrte Fritz Winkler aus englischer Kriegsgefangenschaft nach Dresden zurück. In den verbleibenden 18 Jahren bis zu seinem Tod im Jahre 1964 schuf Fritz Winkler über dreihundert Gemälde und fünftausend Aquarelle, die er testamentarisch den Staatlichen Kunstsammlungen Dresden hinterließ.

## Selbstreflexion
„Die Qualität entscheidet, ganz gleich, ob realistisch oder abstrakt. Nur auf die Ehrlichkeit kommt es an. Alle große Kunst ist ohne Kommentar zu verstehen. Wahr sein, schlicht und einfach. Die Wahrheit ist die Schönheit der Kunst.“

## Rezeption
„… Winklers Arbeiten umfassen … neben Landschaften vor allem den arbeitenden Menschen und das Tier. Im Landschaftlichen tritt das Naturalistisch-Vedutenhafte … zurück gegenüber der malerisch-dynamisch, ausdrucksgetragenen Gestaltung des Motivs. … Die Tierwelt in ihren reichen Erscheinungsformen hat es ihm immer wieder angetan. … So erschließt sich ihm auch unter dem gleichen bildnerischen Drang der Mensch in seiner Betätigung als agierendes körperhaftes Wesen.“

## Öffentliche Sammlungen mit Werken Winklers
- Galerie Neue Meister Dresden[12]
- Kupferstichkabinett Dresden
- Puppentheatersammlung Dresden[12]
- Museum für Sächsische Volkskunst Dresden[12]
- Kunstgewerbemuseum Dresden[12]
- Sächsischer Kunstfonds[12]
- Lindenau-Museum Altenburg/Thüringen
- Angermuseum Erfurt
- Otto-Dix-Haus Gera
- Städtische Sammlung Freital auf Schloß Burgk.
- Kunstsammlungen Zwickau Max-Pechstein-Museum

## 1937 als „entartet“ beschlagnahmte Werke (Auswahl)
- Pferde (Holzschnitt, 1922; Kupferstichkabinett Dresden)[7]
- Rehe (Lithografie, vor 1928; Stadtmuseum Dresden)[7]
- Kühe auf der Weide (Lithografie, vor 1931; Kupferstichkabinett Dresden)
- Badendes Mädchen (Skulptur; Skulpturensammlung Dresden)
- Ruhende Rinder (Zeichnung; Provinzialmuseum Hannover)
- Windmühle (Zeichnung; Museum der Bildenden Künste Leipzig)
- Kühe (Tafelbild, Öl; Stadtmuseum Bautzen)
- Pferdegespann (Zinkografie; Landesmuseum Oldenburg)
- Boote im Hafen (Druckgrafik; Deutsche Graphikschau Görlitz)

## Ausstellungen (unvollständig)

### Einzelausstellungen
- 1947: Halle, Galerie Hennig (Aquarelle)
- 1951 und 1952: Chemnitz, Schlossbergmuseum (Mittelsächsische Kunstausstellung)
- 1963: Görlitz, Kaisertrutz (Aquarelle)
- 1964: Freital, Haus der Heimat (Aquarelle)
- 1984: Dresden, Kupferstichkabinett (Aquarelle)
- 2017: Dresden, Villa Eschebach (Fritz Winkler – ein sächsischer Expressionist. Aus dem Bestand der Städtischen Sammlungen Freital)

### Ausstellungsbeteiligungen vor 1933 und nach 1945
- 1930: Dresden, Brühlsche Terrasse („Dresdner Kunst 1930“)
- 1946: Dresden, Allgemeine Deutsche Kunstausstellung
- 1948: Dresden, „150 Jahre soziale Strömungen in der bildenden Kunst“[13]
- 1949: Berlin, „Mensch und Arbeit“
- 1949 und 1958: Dresden, 2. und Vierte[14] Deutsche Kunstausstellung
- 1951 und 1952: Chemnitz, Schlossbergmuseum (Mittelsächsische Kunstausstellung)
- 1956; Freiberg, Stadt- und Bergbaumuseum („Farbige Druckgrafik Dresdner Künstler“)
- 1974: Dresden, Kupferstichkabinett („Zeichnungen in der Kunst der DDR“)
- 1978: Berlin, Nationalgalerie („Revolution und Realismus“)
- 1983: Ravensburg, Galerie Döbele; danach bis 1984 in vier weiteren Galerien („Dresdner Mal- und Zeichenkunst vor 1945 und danach. Brücken zur Gegenwart“)
- 1985: Dresden, Albertinum („Bekenntnis und Verpflichtung“)